# Muzeum T. G. Masaryka v Lánech
Muzeum T. G. Masaryka v Lánech vzniklo v roce 2003 jako lánská pobočka Muzea T. G. M. Rakovník. Historie jeho vzniku se ale začala psát již v prvním roce po „sametové revoluci“. Prezentuje především osobnost prvního československého prezidenta Tomáše Garrigue Masaryka a historické události spojené s jeho osobou.

## Historie
Na počátku roku 1990 uspořádala lánská pobočka Občanského fóra ve spolupráci s místní organizací spolku Sokola v lánské sokolovně výstavu věnovanou památce prvního československého prezidenta Tomáše Garrigue Masaryka. Tato amatérská výstava, kterou tvořily především zapůjčené dobové fotografie a dokumenty, měla u obyvatel i návštěvníků obce velký úspěch. Později nad ní převzal záštitu Obecní úřad Lány, který ji provozoval až do konce roku 1997. Okresní muzeum Rakovník (dnes Muzeum T. G. M. Rakovník) vytvořilo v Lánech v červenci roku 1998 „Výstavní síň Tomáše Garrigue Masaryka“ v areálu hotelu Classic, ve které byly použity předměty z původní lánské výstavy. Na konci května v roce 2000 byla výstavní síň z technických důvodů uzavřena. Zároveň započaly přípravy na novou expozici v budoucím Muzeu T. G. Masaryka v Lánech.[zdroj?]
Již v roce 1995 založila obec Lány Nadaci pro zřízení a provozování Muzea T. G. Masaryka v Lánech. Činnost nadace podpořila řada významných osobností politického a kulturního života – Ivan Medek, Josef Wagner, Ivan Kočárník, Jaroslav Opat a mnoho dalších. Nadace v roce 1997 vybrala objekt vhodný k účelu muzea. Stala se jím budova bývalého špýcharu z poloviny 18. století, situovaná nedaleko zámku Lány.[zdroj?]
Díky finanční podpoře Ministerstva kultury České republiky a sponzorům mohl být tento architektonicky velmi zajímavý objekt zakoupen. Rekonstrukce budovy začala na konci roku 1997 opravou střechy. V roce 1999 byl částečně opraven interiér budovy. Potom byla výstavba muzea pozastavena. Kvůli změně zákonů nemohla Nadace pro zřízení a podporování Muzea T. G. Masaryka v Lánech čerpat finanční prostředky na další fázi rekonstrukce. Nakonec rozestavěný objekt převzalo Okresní muzeum Rakovník (dnes Muzeum T. G. M. Rakovník), které rekonstrukci dokončilo ze státních dotací pro rok 2002.[zdroj?]
Muzeum T. G. Masaryka v Lánech bylo slavnostně otevřeno 7. března 2003 a dnes funguje jako jedna z poboček Muzea T. G. M. Rakovník, jehož zřizovatelem je Středočeský kraj. Úlohu Nadace pro zřízení a podporování Muzea T. G. Masaryka v Lánech převzalo v roce 2006 Občanské sdružení pro podporování Muzea T. G. Masaryka v Lánech.[zdroj?]

## Současná podoba

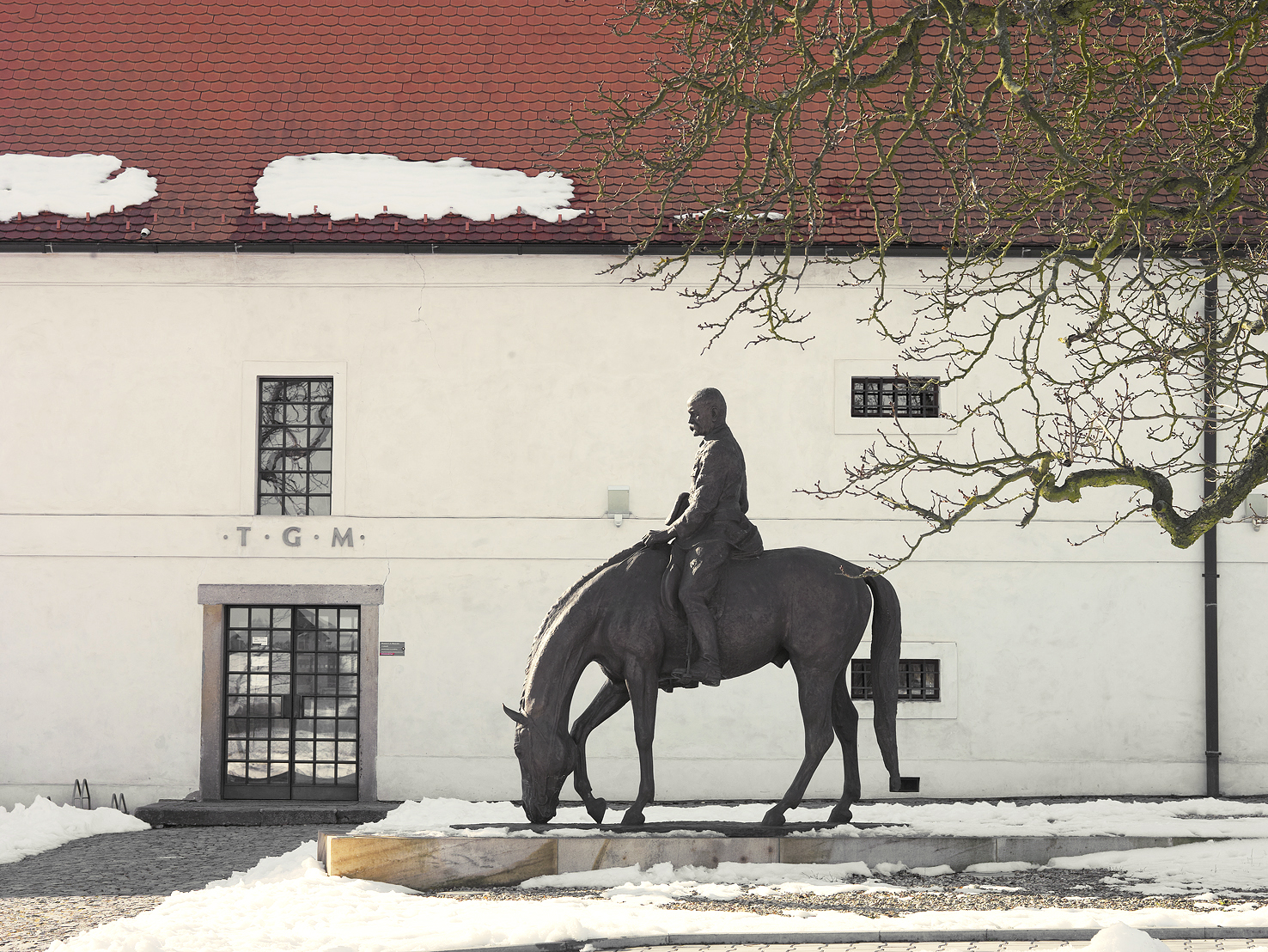
Jezdecká socha T. G. Masaryka před muzeem

Objekt je několikapodlažní a plně bezbariérový. Jednotlivá podlaží jsou propojena výtahem. V přízemí je v malé expozici zachycena historie regionu. Zároveň se zde nalézá kavárna, knihovna, badatelna a výstavní sál určený pro krátkodobé výstavy.[zdroj?]
Do prvního patra je umístěna expozice, která prezentuje osobnost Tomáše Garrigue Masaryka. Je rozčleněna do několika částí, které představují nejdůležitější okamžiky a události v jeho životě.[zdroj?]
Ve druhém patře je v expozici nazvané „T. G. Masaryk a první republika“ zachyceno Masarykovo prezidentské období z pohledu života tehdejší společnosti. K vidění jsou zde dobové předměty a fotografie významných osobností této éry. Část druhého patra je vyhrazena dlouhodobé výstavě s názvem Žena a její svět v době první republiky.[zdroj?]
Součástí Muzea T. G. Masaryka v Lánech je také bohatý archiv a fotoarchiv. A také prodejna knih a suvenýrů i prostor na posezení při kávě. Muzeum zároveň spravuje nedalekou Pamětní síň Alice Garrigue Masarykové a Českého červeného kříže, která připomíná život a práci dr. Alice Garrigue Masarykové, starší dcery prezidenta T. G. Masaryka.[zdroj?]
Ve výroční dny TGM (7. března, 14. září) nabízí muzeum volný vstup.[zdroj?]